# Euprosopia trivittata
Euprosopia trivittata är en tvåvingeart som beskrevs av Mario Bezzi 1916. Euprosopia trivittata ingår i släktet Euprosopia och familjen bredmunsflugor. Inga underarter finns listade i Catalogue of Life.